# Nachjaree Horvejkul
Nachjaree Horvejkul (ณัฐจารี หรเวชกุล, spesso traslitterato come Nutcharee Horvejkul), nota anche con lo pseudonimo di Cherreen (เชอรีน) (Bangkok, 24 ottobre 1994), è un'attrice e cantante thailandese, di origini cinesi. È la sorella più piccola del cantante e attore Nichkhun.
Per quanto riguarda la recitazione, il suo ruolo più conosciuto è quello di Emma nella serie televisiva Run phi Secret Love (gruppi di episodi "Puppy Honey" e Puppy Honey 2"); inizia invece la carriera musicale partecipando a gare di ballo con gli amici in un gruppo chiamato BELiiZE, ma la svolta arriva con la partecipazione al talent show The Star, alla sua nona edizione. 

## Filmografia

### Cinema
- Oversize Cops, regia di Chanon Yingyong e Phuwanit Pholdee (2017)
- 3 AM Aftershock, regia di Phawat Panangkasiri, Nitiwat Cholwanichsiri e Thammanoon Sukulboontanom (2018)

### Televisione
- Tur keu duang jai - serie TV, 1 episodio (2006)
- Sen... seu rak seu winyan - serie TV, 2 episodi (2011-2012)
- Krob krua kum - serie TV, 1 episodio (2013)
- Pror mee tur - serie TV (2014-2015)
- Wifi Society - serie TV, episodi 1x15 e 1x16 (2015)
- Ngao jai - serie TV (2015)
- Ban lang mek - serie TV (2015)
- Suea chani keng - serie TV (2016, 2018)
- Rao kuerd nai tatchakarn tee kao - The Series - serie TV (2016)
- Run phi Secret Love - serie TV, 14 episodi (2016-2017)
- Rak fun thalob - serie TV (2016)
- Ha in one pao silver nano - miniserie TV (2016)
- U-Prince Series - serie TV, 4 episodi (2016)
- Soot rak chun la moon - serie TV, 1 episodio (2017)
- Pentor - serie TV (2017)
- Love Songs Love Series - serie TV, 4 episodi (2017)
- Bangoen rak - Love by Chance - serie TV (2018)
- Coffee House 4.0 - serie TV (2018)

## Discografia

### Singoli
- 2012 - Peua dao duang nun (con i concorrenti di The Star)
- 2013 - Bauk trong trong rak jung loey

### Collaborazioni
- 2016 - Ror tur pert (con Weerayut Chansook)